# Gianni Piacentino
Gianni Piacentino (* 1945 in Coazze, Turin) ist ein italienischer Bildhauer.

## Leben und Werk
Piacentino studierte von 1965 bis 1966 Philosophie an der Universität Turin, arbeitete 1967 als DJ und 1968 als Berater einer Speziallackfirma. Mit 21 Jahren nahm Piacentiono mit Piero Gilardi und Michelangelo Pistoletto an der Ausstellung „Arte Abitabile“ in der Gian Enzo Sperone Gallerie in Turin  teil. Kurze Zeit gehörte er zum Kreis der Arte Povera, der von Germano Celant vorangebracht wurde. Seine späteren Werke sind eher dem  Minimalismus zuzuordnen.

„„Ich hatte keine Vorbilder. Ich war der erste europäische Minimalist.“ Weil seine Arbeiten etwas sperrig waren, wurden sie in den Ausstellungen immer hinten an die Wand gestellt. „Ich wehrte mich und bald hieß es, ich hätte einen schwierigen Charakter. Ich merkte auch, dass ich nicht in die Gruppe passte. Ich war ja gar nicht wie die Arte-Povera-Künstler an natürlichen Materialien interessiert. Mir ging auch diese ganze Rivalität auf die Nerven. Ich mag nur richtige Wettkämpfe. Und die fand ich im Rennsport.“ Zehn Jahre fuhr Piacentino als Co-Pilot Motorradrennen in der Seitenwagenklasse, hatte diverse Unfälle, brach sich sieben Rippen: ein Spitzenfahrer, der dreimal italienischer Meister im Sidecar Racing wurde.“

Gianni Piacentinos Faszination für Motorräder, Autos, Flugzeuge und Technik spiegelt sich in seinem Werk. Seine Objekte erinnern an Prototypen für neue, allerdings nicht funktionsfähige Fahrzeuge, und sind auf der Schnittstelle zwischen Kunst und Fahrzeugdesign anzusiedeln.

## Ausstellungen (Auswahl)

### Einzelausstellungen
- 1981 Gesellschaft für Aktuelle Kunst, Bremen
- 2015 Fondazione Prada, Mailand

### Gruppenausstellungen
- 2015 Compositions, Metropolitan Art Society (MAS), Beirut
- 2008 Palazzo Grassi, Venedig
- 1998 Minimalia Palazzo delle Esposizioni, Rom
- 1992 Bestände Onnasch, Neues Museum Weserburg, Bremen
- 1993 45. Biennale di Venezia, Venedig
- 1990 Museo Reina Sofía, Madrid
- 1986 Das Automobil in der Kunst, Haus der Kunst, München
- 1978 Aspekte der 60er Jahre (aus der Sammlung Reinhard Onnasch),  Nationalgalerie, Berlin
- 1977 documenta 6, Kassel, Kurator: Manfred Schneckenburger
- 1971 Elf Italiener Heute, Museum Ostwall, Dortmund[5]
- 1968 Prospect 68 Kunsthalle Düsseldorf, Düsseldorf